# Куба Воєводський
Куба Воєводський, справжнє ім’я — Якуб Владислав Воєвудзький (нар. 2 серпня 1963, Кошалін) — польський журналіст, публіцист, сатирик, колумніст, барабанщик, актор і медійна особа.
Свою журналістську кар’єру він розпочав у другій половині 1980-х років у «Музичному журналі». У 1993–1999 роках був головним редактором журналу Brum. Колонки Воєвудського публікувалися у виданнях "Muza", "Wprost", "Przekrój", "Gazeta Wyborcza" та "Viva!", а з 2008 року виходять у тижневику "Polityka".
Паралельно він працював на радіо: спершу в «Rozgłośnia Harcerska» та «Trójka», а згодом в Antyradio (2003–2007), Eska Rock (2008–2013), Rock Radio (2013–2015) та newonce.radio (2019–2022).  У 1990-х роках почав працювати на Telewizja Polska, згодом — на Telewizja Polsat, а з 2006 року — на TVN. Широке визнання здобув завдяки своїй участі як суддя у програмі "Idol" та як ведучий ток-шоу Kuba Wojewódzki. Був членом журі в шоу талантів Mає талант!, X-Factor та Mаленькі Гіганти.  Як актор виступає на сцені Театру 6.Поверх.  Також мав епізодичні ролі у фільмах і телесеріалах та займався озвучуванням.
Його діяльність часто обговорюється в ЗМІ — зокрема через моральні скандали та критичні висловлювання на адресу інших публічних осіб. Вважається скандалістом і однією з найвідоміших постатей польського шоу-бізнесу.  2007 року посів друге місце в рейтингу «100 найцінніших зірок польського шоу-бізнесу», підготовленому Forbes Polska. 2011 року — третє місце у списку «100 найвпливовіших поляків» за версією Wprost. Він є дворазовим лауреатом премії Świr та володарем премії Wiktor як телевізійна особистість.

## Біографія
Воєвудзький — молодший син прокурора Богуслава Воєвудзького та його дружини Марії. Має брата Томаша, старшого на два роки. Народився в Кошаліні, але виріс у Варшаві. Навчався в початковій школі ім. Володимира Комарова та у XXVII середній школі ім. Тадеуша Чацького з гуманітарним профілем, де двічі залишався на другий рік.

### Професійна кар'єра
Протягом дев’яти років вивчав журналістику у Варшавському університеті, але так і не завершив навчання. 1987 року, невдовзі після вступу до університету, став редактором «Музичного журналу». У студентські роки підробляв, працюючи реставратором зелених зон на Повонзківському цвинтарі. Проходив практику в редакції Życie Warszawy, тоді ж почав працювати на радіо, був співведучим шоу на Rozgłośnia Harcerska та Trójka.  1990 року став художнім керівником звукозаписної компанії Arston, де займався випуском альбомів і створенням обкладинок. До його проєктів належать: Krew Marilyn Monroe гурту Róże Europy, Bez pokory гурту Farben Lehre, Myka by Marilyn Monroe, W mojego ogród гурту Daab. Він також режисував музичні відео для виконавців: Ira «Mój dom»("Мій дім"), ⁣ Proletaryat «Pokój z kulą w głowie»("Кімната з кулею в голові"), Wilki «Eli lama sabachthani»(Елі Лама Сабахтані"), Гжегожа Скавінського «Raz w życiu»("Один раз у житті"), Hey «Moja i twoja nadzieja»("Мрії"), Роберта Яновського «Przyjdzie sen»("Сон прийде") та Урсули «Euforia»("Ейфорія") . Він працював музичним аніматором.
На телебаченні дебютував у програмі Rockandroller на TVP1. Після переходу на Polsat вів програму Halo!gramy. 1993 року став директором Фестивалю рок-музикантів у Яроцині. Тоді ж, продовжуючи ідею свого радіошоу, створив щомісячний музичний журнал Brum і став його головним редактором.  1997 року був співзасновником щомісячника Plastik. Обидва видання припинили існування 1999 року.
Наприкінці 1990-х вів програму Polskie piosenki, ludzie, zjawiska, epizody(«Польські пісні, люди, явища, епізоди») на каналі Polonia. Був головним редактором розважального відділу Wirtualna Polska.   2002 року вів ігрове шоу Pół jestem, pół serial на TVP2 та концерт, що відкрив ефір музичного каналу MTV Classic. Тоді ж повернувся до Polsat як суддя програми Idol (у першому, другому та четвертому сезонах).
2002 року започаткував власне ток-шоу Kuba Wojewódzki на каналі Polsat.  2003 року став колумністом Muza та Wprost, отримав премію Świr, був членом журі фестивалю TOPtrendy, випустив альбом Cisza з гуртом Klatu, де грав на ударних, та був членом міжнародного журі шоу World Idol.
Того ж року разом із Міхалом Фігурським розпочав ранкове шоу Antylista, що виходило спочатку на Radio 94, згодом на Radio Flash та Antyradio.  2005–2006 роках вони з’являлися в рекламній кампанії мобільного оператора Era Tak Tak. 

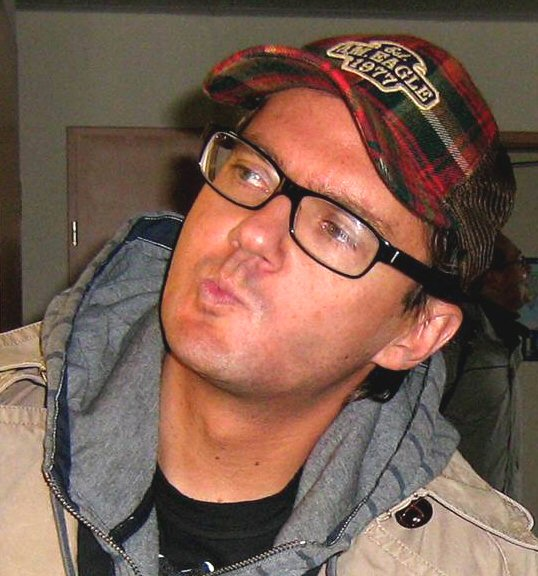
Куба Воєводський (2007)

2004 року Куба Воєводський дебютував як актор дубляжу,  озвучивши Королівського блазня в польськомовній версії комедійного фільму "7 гномів – правдива історія". Того ж року він отримав другу премію Świr .
2005 року його було номіновано на здобуття премії Телекамера в категорії «Розваги». У червні того ж року разом із Богуславом Качинським він став співведучим концерту Trendy, що відбувся в рамках фестивалю TOPtrendy 2005.
2006 року Воєводський став колумністом тижневика Przekrój, а його тексти також з’являлися у виданнях Gazeta Wyborcza та Viva!.
У серпні 2006 року він розірвав контракт із телеканалом Polsat за взаємною згодою та перейшов на телеканал TVN, де з вересня того ж року почав вести власне ток-шоу Kuba Wojewódzki. 
2007 року він був членом журі спеціального випуску програми "Танці з зірками – Найкрасивіші танці", знявся в рекламній кампанії бренду Axe  та був номінований на премію Віктор у категорії «Телевізійна особистість». Восени 2007 року мав стати співведучим сатиричної програми Bez sensu, однак формат так і не вийшов в ефір.
2008 року він почав постійну співпрацю з тижневиком Polityka, де публікував авторські колонки під назвою "Moja Pulpą, czyli Kroniki Popkultury Kuby Wojewódzkiego"(«Моя пульпа, чи хроніки попкультури Куби Воєводського») — збірку коротких, іронічних коментарів до подій зі світу польського шоу-бізнесу. Того ж року він випустив збірний альбом Kuba Wojewódzki – "Dwa gołębie"("Два голуби")  та взяв участь у рекламній кампанії взуттєвого бренду Converse. Після звільнення з Antyradio на початку 2008 року він перейшов на Eska Rock, де став співведучим програм Poranny WF (2008–2012) та Zwolnienie z WF-u (2012–2013).   2008 року разом із Міхалом Фігурським, з яким вів "Poranny WF", був номінований на премію MediaTory у категорії AkumulaTor — «за зарядку аудиторії позитивною енергією».   У 2008–2010 роках Воєводський був членом журі перших трьох сезонів програми Mam Talent! на телеканалі TVN. За участь у шоу він отримав премію Віктор у 2009 році в категорії «Телевізійна особистість» і був знову номінований на премію Телекамеру  у категорії «Розваги».
У березні 2010 року дебютував у головній театральній ролі — Аллана Фелікса у п’єсі Вуді Аллена "Зіграй це знову, Семе", поставленій у  режисером Євгеніушем Коріном. Театрі 6. поверх .  2011 року разом із Кшиштофом Матерною написав сценарій і зрежисував концерт з нагоди початку головування Польщі в Європейському Союзі. Того ж року став членом журі шоу X-Factor, у якому судив усі чотири сезони до 2014 року..
У серпні 2011 року він почав зніматися в рекламі мобільного оператора Play  За перший рік участі в рекламній кампанії отримав гонорар у розмірі 2,5 мільйона злотих. У наступні роки продовжував співпрацю з брендом, знімаючись у багатьох його рекламних роликах
2012 року запустив платформу ZagrajUKuby.pl, яка дозволяла нішевим артистам просувати свою творчість через виступи в його ток-шоу.
З 5 лютого 2014 року по 18 січня 2016 року був співведучим денного шоу "Książę i żebrak" на Rock Radio ,  за яке отримав премію Niegrzeczni 2015 у категорії «Радіо».
У 2015–2017 роках був одним із суддів програми TVN Mali Giganci .  2016 року став героєм телевізійного "печеня" (roast), у якому його жартома критикували запрошені зірки — серед них були Міхал Кемпа, Абеляр Ґіза, Анна Дерешовська, Давид Подсядло та Пьотр Кедзерський .  Програму переглянуло близько 1,7 мільйона глядачів.
З 2016 року він знімається у рекламі для компанії Colian, виробника напою Hellena    oranżada, а  з  2018 року став обличчям рекламної кампанії пристроїв  Huawei.   2018 року також рекламував косметику Bielenda та озвучив персонажа Сульфурікса в анімаційному фільмі "Астерікс і Обелікс: Таємниця чарівного зілля" (прем'єра — 2019) .    

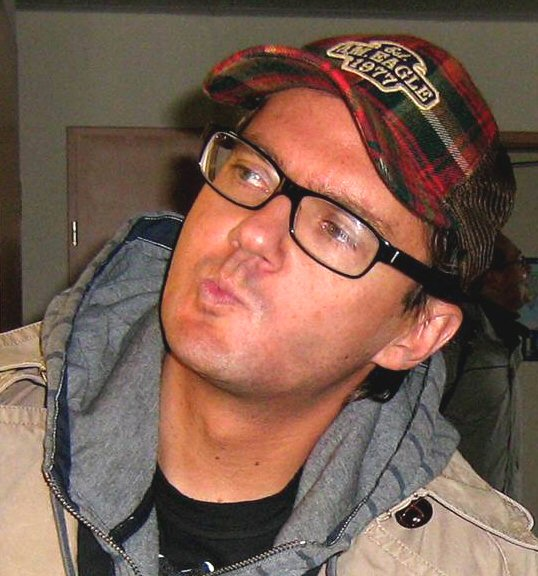
Куба Воєводський (2007)

Восени 2018 року видавництво Wielka Litera опублікувало книгу "Кубське воєводство. Несанкціонована автобіографія", над якою Куба Воєводський працював протягом шести років. За цю книжку він отримав нагороду Empik Bestsellery, яку відома польська мережа вручає авторам видань-бестселерів. З березня 2019 року разом із Пьотром Кедзерським він веде авторську програму "Rozmowy: Wojewódzki & Kędzierski" на радіо Newonce. У липні того ж року, разом із ресторатором Юзефом Кравчиком, відкрив гастрономічно-розважальний заклад Niewinni Czarodzieje 2.0 у Варшаві.
У лютому 2020 року Воєводський спільно з Конрадом Стахурським заснував агентство інфлюенсер-маркетингу . Після початку пандемії COVID-19 почав записувати онлайн-програму "250 м²" Куби Воєводського (назва є алюзією на популярну програму Лукаша Якубяка "20 м²"), яка транслювалася на платформі Player; загалом було випущено три епізоди. 2020 року він також знявся в рекламній кампанії автомобілів Porsche  та вів онлайн-програму Sztuka komunikacji (Мистецтво зв’язку), доступну на YouTube.  2021 року з’явився в кліпі на сингл "Patoreakcja" репера Mata .  2022 року він став одним із присяжних-детективів у розважальній програмі "Mask Singer" на телеканалі TVN , а з березня того ж року — співведучим подкасту "WojewódzkiKędzierski" на платформі Onet.pl

### Політична діяльність
2007 року, в одному з епізодів програми "Kuba Wojewódzki", він підтвердив свою участь у передвиборчій кампанії Дональда Туска, представляючи свого гостя Томаша Ліпінського такими словами:
«Раніше він був моїм кумиром — я ходив на його концерти, слухав його пісні. Тоді він був моїм колегою по роботі, тому що я брав у нього інтерв’ю. Потім ми стали друзями, і я зовсім не здивувався, коли зустрів його у виборчому штабі майбутнього президента Дональда Туска, тому що разом з Павлом Кукізом і Томеком ми намагалися допомогти зробити це краще, ніж є».
2010 року він підтримав Рух підтримки Палікота.  30 травня 2011 року, під час ефіру в програмі Томаша Ліса, Воєводський публічно спростував чутки про те, що консультував виборчу кампанію "Громадянської платформи"  2009 року.
Після перемоги "Громадянської платформи" на парламентських виборах 2011 року, Адам Міхнік написав у «Gazeta Wyborcza»:
«Ці вибори — перемога Польщі Марека Кондрата та Куби Воєводського, перемога світлих та усміхнених людей. Я пам’ятатиму фразу Воєводського: „Юний читачу, якщо ти все ще хочеш голосувати за ПіС — спочатку звернися до свого лікаря та фармацевта“. Ніби Святий Дух промовляв устами Куби Воєводського».
Перед першим туром президентських виборів 2015 року він підтримав Павла Кукіза, а в другому — Броніслава Коморовського.

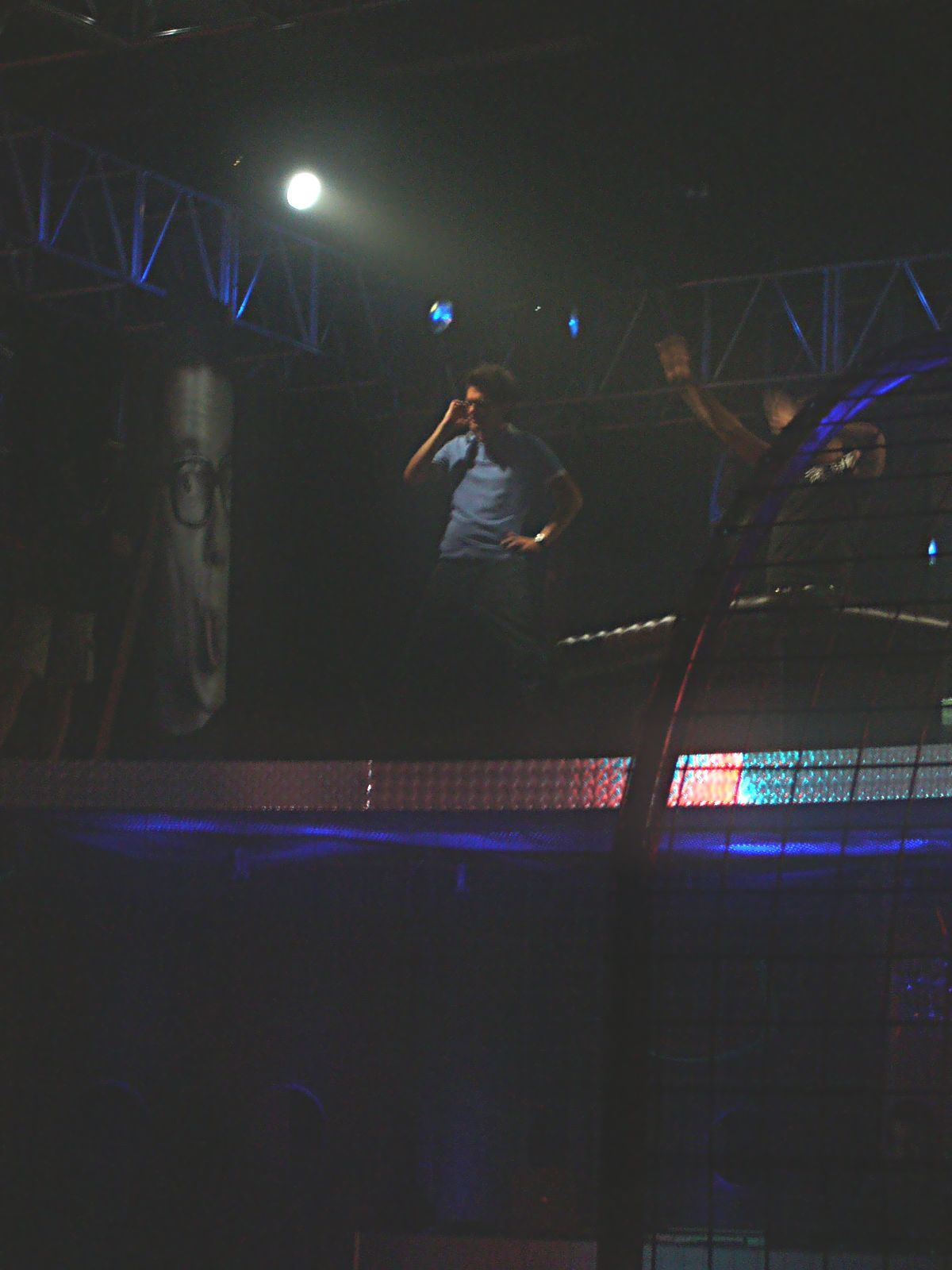
Куба Воєводський під час епізоду «Фестиваль двох голубів 2007»

## Популярність
Куба Воєводський вважається одним із найпопулярніших польських телеведучих. Завдяки своїй довголітній присутності на каналі TVN його іноді називають у ЗМІ «королем TVN», а себе він описує як «субкультуру однієї людини».
2008 року, згідно з дослідженням, проведеним агентством Young & Rubicam на замовлення інституту Millward Brown SMG/KRC, його визнано «найбільш самобутнім брендом у Польщі».  2016 року його профіль в Instagram посів дев’яте місце в рейтингу найпопулярніших польських медіабрендів, а  2018 року опустився на 18-те місце.
Йому притаманний імідж егоцентрика та нонконформіста. Воєводського вважають однією з найексцентричніших фігур польського шоу-бізнесу  і одним із найбільших медійних скандалістів.  Причинами цьому є численні суперечливі висловлювання — зокрема в інтерв’ю для тижневика "Polityka", у випусках програми "Kuba Wojewódzki" , під час трансляцій на "Eska Rock", а також у коментарях до учасників програми "Idol", членом журі якої він був .  Попри це,  2003 року глядачі назвали його «найприємнішим членом журі “Ідола”» , а 2004 року його водночас визнали «найсуворішим» членом журі на "World Idol" . 2008 року журнал «Wprost» відніс його до числа найцінніших членів журі телевізійних програм Польщі.
Критично щодо діяльності Воєводського публічно висловлювалися: Кшиштоф Куговський , Томаш Рачек , Моніка Олейнік , Казік Сташевський , Томаш Ліс , Кшиштоф Фойзетт , Мануела Гретковська  і Славомір Ястжебовський .Він також мав публічний конфлікт  з Малгожатою Розенек-Майдан і Радославом Майданом , який широко коментувався в національних ЗМІ.
Згідно з даними "Forbes Polska", Воєводський регулярно входив до списку «100 найцінніших зірок польського шоу-бізнесу». Його імідж оцінювався рекламодавцями наступним чином:
302 тис. злотих у 2006 році (29-те місце) ;
342 тис. злотих у 2007 (60-те місце) ;
385 тис. злотих у 2008 (35-те місце) ;
544 тис. злотих у 2010 (16-те місце);
789 тис. злотих у 2011 (2-ге місце) ;
604 тис. злотих у 2012 (10-те місце) ;
735 тис. злотих у 2013 (6-те місце) ;
424 тис. злотих у 2014 (19-те місце) .

## Скандали
В епізоді програми «Куба Воєводський», що вийшов в ефір 25 березня 2008 року, гості програми – Марек Рачковський та Кшиштоф Стельмашик – помістили мініатюрні польські прапори в імітацію собачих екскрементів  критикуючи відсутність звички прибирати за домашніми тваринами на вулицях польських міст. Сам Куба Воєводський дистанціювався від цього і не повторював цієї дії після своїх гостей, хоча й провокував їх . У серпні 2011 року Апеляційний суд Варшави виніс остаточне рішення про накладення штрафу в розмірі 471 000 злотих. PLN  накладений Національною радою з питань мовлення на TVN у зв'язку з трансляцією програми, зобов'язуючи станцію сплатити штраф та відшкодувати судові витрати . За рішенням суду, програма пропагувала поведінку, «що суперечить закону, польській державній меті, а також погляди та ставлення, що суперечать моралі та суспільному благу» , і демонструвала «відсутність поваги до польського прапора, що ображає цінності, що поважаються суспільством» .
У жовтні 2016 року в інтерв’ю для журналу «Playboy» Воєводський представив Малгожату Розенек-Майдан у негативному світлі . Після цього телеведуча подала на журналіста до суду за порушення особистих прав .
20 жовтня 2021 року, під час інтерв’ю з Агатою Кулешою в програмі "Rozmowy: Wojewódzki i Kędzierski", він прокоментував автомобіль акторки словами, що «це автомобіль із синдромом Дауна». Висловлювання викликало хвилю критики в Інтернеті. У відповідь Newonce.radio опублікувало заяву з вибаченнями й повідомило про вирізання відповідного фрагмента з публікації.
Вуличні інциденти
Вересень 2008 року: Воєводському було висунуто звинувачення у нападі на чоловіка та пошкодженні майна (лобового скла автомобіля).  Суд відхилив аргументи прокуратури, яка просила припинити справу через «незначну шкідливість діяння .
Жовтень 2013 року: На журналіста було здійснено напад із застосуванням невідомої коричневої їдкої рідини біля штаб-квартири Eska Rock. Нападник вигукував гасла, що ставили в незручне становище праворадикальні кола. У результаті Воєводський отримав термічні та хімічні опіки голови та шиї першого ступеня. Поліція встановила, що нападник облив журналіста капсаїцином. У грудні 2013 року поліція подала запит до прокуратури Варшави Прага-Південне  про припинення розслідування через відсутність підстав для висунення звинувачень.  Наприкінці жовтня 2014 року було затримано винуватця нападу, 32-річного Петра С.., якого звинуватили у наражені на ризик заподіяння шкоди здоров'ю Воєводського, за що йому загрожувало покарання у вигляді позбавлення волі на строк до трьох рок .

### Скарги на трансляції Eska Rock
Червень 2008 року: Суперечки викликав плакат, що рекламував дебют Воєводського та Міхала Фігурського на Eska Rock, на якому журналісти позували разом у ліжку, а розташування постільної білизни чітко вказувало на ерекцію . Білборди були цензуровані в кількох містах Польщі.  Комісія з рекламної етики відхилила скаргу про непристойність, постановивши, що плакат, виконаний у гумористичному стилі, не порушує етику чи закон 

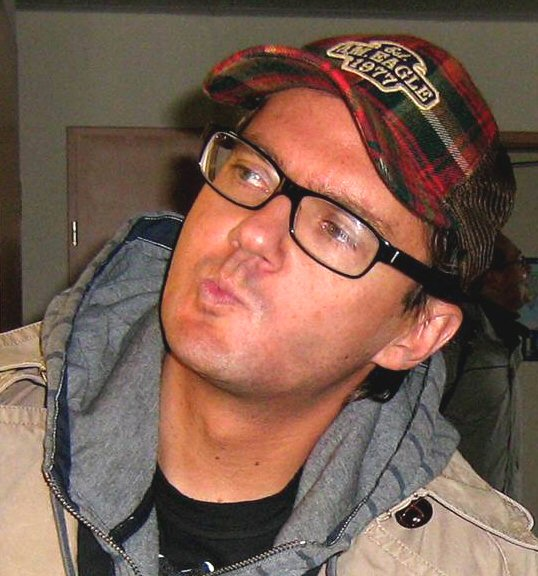
Куба Воєводський (2007)

Березень 2009 року: Воєводського та Фігурського відсторонили від роботи на тиждень за нібито образу Леха Качинського під час ефіру «Poranny WF», під час якого вони назвали тодішнього президента Республіки Польща «маленькою, недорозвиненою, дурною людиною». У липні 2009 року Окружна прокуратура у Варшаві припинила розслідування, заявивши, що слова, сказані обома журналістами, не мали образливого характеру.
Червень 2011 року: Рада з медіа-етики визнала, що трансляція «Poranny WF», співведучим якої був Воєводський, містила різку демонстрацію ксенофобії проти Елвіна Гаджадхура, польського чиновника індуїстського походження. Журналісти образили чоловіка образливими расистськими фразами. У липні 2011 року районна прокуратура Варшави Прага-Південне розпочала розслідування образи Гаджадхура журналістами. У жовтні 2011 року Національна рада з питань телерадіомовлення наклала на Eska Rock SA фінансовий штраф у розмірі 50 000 злотих. У березні 2012 року було накладено ще один штраф у розмірі 50 000 злотих. У квітні 2012 року Окружна прокуратура Варшави-Праги висунула Воєводському та Фігурському звинувачення в образі, що карається позбавленням волі на строк до трьох років. У липні 2014 року Районний суд Варшави-Праги-Пульноц виправдав журналістів за висунутими проти них звинуваченнями.
Червень 2012 року: Міністерство закордонних справ України опублікувало заяву, в якій відреагувало на формулювання, використані Воєводським та Фігурським 12 червня 2012 року в програмі «Ранкова ВФ». Міністерство висловило протест проти неприйнятних заяв, що ображають честь і гідність українців, та заявило, що журналісти дозволили собі робити вкрай принизливі заяви щодо українців. Рада з питань медіа-етики встановила, що журналісти провокували слухачів різкою демонстрацією ксенофобії, яку вона оцінила як «не лише відверту грубість, а й типову мову ворожнечі». Програма зникла з розкладу, а 25 червня 2012 року керівництво Radio Eska Rock звільнило Воєводського та Фігурського за непристойні висловлювання про українських жінок. Воєводський кілька разів публічно просив вибачення перед обуреними слухачами .  Розслідування образи українських жінок було ініційовано Окружною прокуратурою Варшави-Праги Південної У липні 2012 року Голова Національної ради з питань телерадіомовлення наклав на Eska Rock фінансовий штраф у розмірі 75 000 злотих.  В обґрунтуванні штрафу зазначено, що радіостанцію слухає переважно молодь, зокрема утриманці, які проживають з батьками, тому пропаганда дискримінаційних поглядів серед цієї аудиторії особливо небезпечна. Під час накладення штрафу враховано попереднє провадження у справі та повторне порушення закону журналістами У зв'язку з цим, 19 грудня 2012 року Асоціація польських журналістів нагородила Воєводського та Фігурського званням «Гієни року»
Квітень 2010 року: Під час ефіру «Poranny WF» Воєводський та Фігурський транслювали пісню «Jarek po trupach do cel», у якій сатирично згадували Ярослава Качинського та його можливе бажання використовувати символіку, пов’язану зі Смоленською катастрофою, у президентській кампанії. Запис викликав обурення. Рада з питань медіа-етики звинуватила журналістів у "дуже серйозному порушенні основних правил журналістської культури та етики".  Програмний директор Eska Rock, Марцін Бісьорек, відреагував на критику, підкресливши, що журналісти e своїй програмі неодноразово представляли в сатиричному ключі представників усього політичного спектру Польщі, і це ніколи не викликало образ. Він також відкинув абсурдне звинувачення в тому, що запис мав на меті образити релігійні почуття поляків, наголосивши на сатиричному характері програми Міхала Фігурського та Куби Воєводського, яка включає іронічні коментарі щодо політичного світу.  Католицька асоціація журналістів вимагала покарання журналістів і подала скаргу до REM та Національної ради з питань мовлення, назвавши текст пісні «мерзенним та негідним».

### Скарги на трансляції Rock Radio
11 лютого 2014 року під час передачі "Książę i żebrak" ("Принц і жебрак") на Rock Radio Куба Воєводський разом із Миколаєм Лізутом висміяли надмірну зацікавленість таблоїдів справою звільнення Маріуша Тринкевича — педофіла, засудженого за вбивство дітей. Вони саркастично назвали редакцію "Super Express" «спонсором звільнення Тринкевича». Реакція таблоїда була негайною: редколегія подала позов проти видавця передачі (Agora), вимагаючи публічних вибачень за подальші заяви журналістів, у яких вони охрестили газету «порнобізнесом . Одразу після прем'єри до Національної ради з питань телерадіомовлення надійшли десятки скарг слухачів.
22 вересня 2015 року в черговому випуску "Książę i żebrak" Воєводський та Лізут транслювали телефонний розіграш: редактор Rock Radio Миколай Януш, видаючи себе за представника Канцелярії президента, змусив актора Єжи Зельника назвати імена артистів, яких слід було б, за його словами, відправити на дострокову пенсію «за нелояльність і критику президента Анджея Дуди» Після виходу ефіру Зельник публічно звинуватив журналістів у маніпуляціях і оголосив, що подасть до суду. Асоціація польських журналістів також рішуче засудила метод провокації, застосований журналістами.

## Вплив на поп-культуру

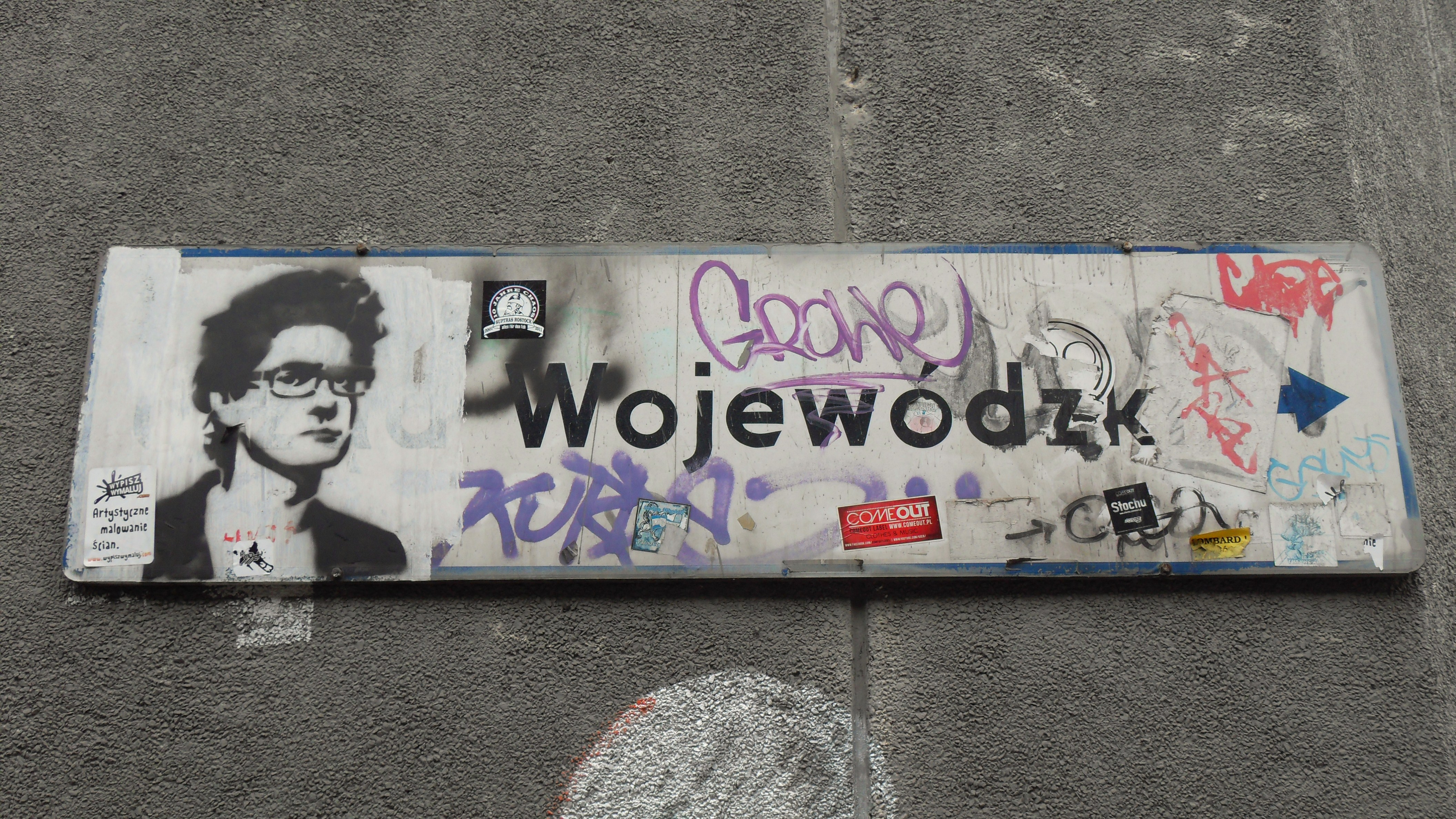
Центр міста Гданськ. Вивіска воєводського управління на вул. Передмістя Уейл (2012)

Куба Воєводський є однією з найпомітніших фігур польського шоу-бізнесу. Войцех Ковалик з агентства "Ogilvy & Mather" так охарактеризував його медіабренд:
«Він не будував свій бренд на ввічливості, приємності чи стриманості. Його фірмова збалансованість між тим, щоб бути розумною людиною та мудаком, виявилася надзвичайно привабливою для польської молоді».
2011 року Воєводський посів третє місце в рейтингу "100 найвпливовіших поляків" за версією тижневика "Wprost".
2007 року став прототипом героя сатиричного коміксу "Najczwartsza RP – Antylist Prezerwatora", виданого видавництвом G+J Polska.
2013 року став титулованим персонажем книги Веслава Годзіча "Kuba i inni – twarze i maski popkultury"(«Куба та інші – обличчя та маски поп-культури»), де проаналізовано медійну діяльність Воєводського
Тричі був пародійований у сатиричному сегменті "Rozmowy w Tłoku", частині "Шоу Шимона Маєвського". Його роль виконували Марек Беднарчик (випуск 10) та Міхал Меєр    (випуск 12).
Одного з героїв мобільної реклами Nju   було створено за зразком Воєводського.

## Приватне життя
Під час навчання співпрацював із кінопродюсеркою .
З 2003 по 2007 рік перебував у стосунках з акторкою Анною Мухою , а з 2013 по 2018 рік — з моделлю Ренатою Качорук . Обидві з’являлися з ним у рекламних кампаніях мобільної мережі "Play" (2015, 2016, 2017 роки)
З 2022 по 2024 рік був у стосунках із моделлю Анною Марковською .
Воєводський відкрито заявляє про свій атеїзм.
З 1995 року захоплюється позашляховими подорожами. Брав участь у маршруті Париж–Дакар разом з Анною Мухою.
Цікавиться польським кінематографом, зокрема фільмами «моральної тривоги» 1970–80-х років. Особливо цінує творчість Кшиштофа Зануссіта Кшиштофа Кесьльовського.

## Фільмографія

### Фільми
- 2000: Діти Яроціна – сам
- 2007: Тестостерон – Kuba Wojewódzki
- 2009: Ідеальний хлопець моєї дівчини - порноактор
- 2012: Дороги – Сам

### Епізодичні ролі
- 2002: Медовий місяць – Сам (епізод 110)
- 2002: Саме життя – він сам (епізод 144)

### Польський дубляж
- 2004: 7 гномів - Правдива історія - Королівський блазень
- 2018: Астерікс і Обелікс: Таємниця чарівного зілля – Сульфурікс

## Виноски
1. ↑  ČSFD — 2001.
2. 1 2 3 4 5  Kuba Wojewódzki. wywiadowcy.pl (пол.). 2006.
3. 1 2  Róże Europy – Krew Marilyn Monroe. discogs.com (пол.).
4. 1 2  Farben Lehre – Bez Pokory. discogs.com (пол.).
5. 1 2  Marilyn Monroe (3) – Muka. discogs.com (пол.).
6. 1 2 3 4 5 6  Daab – W Moim Ogrodzie. discogs.com (пол.).
7. 1 2 3 4 5 6  , Urszula Kasprzak, Ewa Anna Baryłkiewicz, "Urszula"
8. 1 2  50 lat Kuby Wojewódzkiego. itvn.pl (пол.).
9. ↑  Krótka historia polskiej prasy muzycznej. kultura.onet.pl (пол.). 10 липня 2014.
10. 1 2  Przybyszewski, Bartek (2023). Podcastex. Polskie millenium. Co zapamiętaliśmy z lat 1999–2005. Warszawa: Wydawnictwo W.A.B. с. 17. ISBN 978-83-8319-366-3.
11. 1 2  Start MTV Classic. wirtualnemedia.pl (пол.). 1 липня 2002.
12. ↑  Powrót Idola i Kuby Wojewódzkiego. wirtualnemedia.pl (пол.). 8 вересня 2003.
13. 1 2 3  Polscy dziennikarze muzyczni. Rafał Księżyk: kultywuję w sobie niezadowolenie. kultura.onet.pl (пол.). 13 червня 2014.
14. ↑  Druga edycja Idola. wirtualnemedia.pl (пол.). 12 серпня 2002.
15. ↑  Powrót Wojewódzkiego. wirtualnemedia.pl (пол.). 24 січня 2005.
16. ↑  Kuba Wojewódzki powraca. wirtualnemedia.pl (пол.). 18 липня 2005.
17. 1 2 3  „Świry” roku: Wojewódzki, Mann i Materna. wirtualnemedia.pl (пол.). 19 квітня 2004.
18. ↑  Pierwszy festiwal Polsatu zakończony. wirtualnemedia.pl (пол.). 4 липня 2003.
19. ↑  Klatu* – Cisza. discogs.com (пол.).
20. ↑  Nowa ramówka Radia 94. wirtualnemedia.pl (пол.). 8 березня 2004.
21. ↑  Wojewódzki&Figurski w Radiu Flash. wirtualnemedia.pl (пол.). 14 грудня 2004.
22. ↑  Nowa sieć radiowa – ‘Antyradio’. wirtualnemedia.pl (пол.). 20 травня 2005.
23. ↑  Wojewódzki i Figurski w reklamie sieci Era. wirtualnemedia.pl (пол.). 13 червня 2005.
24. ↑  Wojewódzki z Kaczyńskim. wirtualnemedia.pl (пол.). 22 червня 2005.
25. ↑  Wojewódzki w ‘Przekroju’. wirtualnemedia.pl (пол.). 27 квітня 2006.
26. ↑  ‘Gazeta Ogórkowa’ – wakacyjną propozycją ‘GW’. wirtualnemedia.pl (пол.). 30 червня 2006.
27. ↑  Wellman, Wojewódzki, Najsztub w VIVA!. wirtualnemedia.pl (пол.). 24 серпня 2006.
28. ↑  Kuba Wojewódzki w TVN: „Nie chodziło o pieniądze”. wirtualnemedia.pl (пол.). 20 серпня 2006.
29. ↑  Kuba Wojewódzki w TVN. wirtualnemedia.pl (пол.). 17 серпня 2006.
30. ↑  Udany debiut Wojewódzkiego w TVN. wirtualnemedia.pl (пол.). 26 вересня 2006.
31. ↑  „Kuba Wojewódzki” stracił 370 tys. widzów, show śledzi 671 tys. osób. wirtualnemedia.pl (пол.). 17 вересня 2020.
32. ↑  Kuba Wojewódzki w niestandardowej kampanii AXE. wirtualnemedia.pl (пол.). 17 травня 2007.
33. ↑  Wiktory 2007: ogłoszono nominacje, gala 31 maja w TVN. wirtualnemedia.pl (пол.). 7 травня 2008.
34. ↑  „Bez sensu” – nowy program Kuby Wojewódzkiego. wirtualnemedia.pl (пол.). 7 серпня 2007.
35. ↑  Kuba Wojewódzki w nowym programie w TVN. wirtualnemedia.pl (пол.). 8 серпня 2007.
36. ↑  TVN bez nowego programu Kuby Wojewódzkiego. wirtualnemedia.pl (пол.). 4 жовтня 2007.
37. ↑  Kuba Wojewódzki liderem TVN, teraz ma pomóc ‘Polityce’. wirtualnemedia.pl (пол.). 18 вересня 2008.
38. ↑  Kuba Wojewódzki wydał płytę. wirtualnemedia.pl (пол.). 2 березня 2008.
39. ↑  Kuba Wojewódzki w trampkach Converse. wirtualnemedia.pl (пол.). 28 лютого 2008.
40. ↑  Wojewódzki i Figurski przechodzą z Antyradia do Eski. wirtualnemedia.pl (пол.). 13 грудня 2007.
41. ↑  Eska Rock: Wojewódzki w „Zwolnieniu z WF-u” z Bartoszem Węglarczykiem. wirtualnemedia.pl (пол.). 30 серпня 2012.
42. ↑  Kuba Wojewódzki w Esce Rock także z Maciejem Stuhrem. wirtualnemedia.pl (пол.). 5 вересня 2012.
43. ↑  Stuhr i Szulim przyjęci lepiej niż Węglarczyk. Wojewódzki: to będzie „Dzień Dobry Eska Rock”. wirtualnemedia.pl (пол.). 13 вересня 2012.
44. ↑  Kuba Wojewódzki odchodzi z Eski Rock. Stacja stawia na internet. wirtualnemedia.pl (пол.). 21 листопада 2013.
45. ↑  Studenci dziennikarstwa nominowali do swoich nagród medialnych. wirtualnemedia.pl (пол.). 1 жовтня 2008.
46. ↑  Półfinaliści nowego show TVN wybrani. wirtualnemedia.pl (пол.). 14 липня 2008.
47. ↑  'Mam talent!': półfinały na żywo. wirtualnemedia.pl (пол.). 30 жовтня 2009.
48. ↑  pp (24 травня 2010). Wiktory 2009 rozdane – triumf TVP i TVN. wirtualnemedia.pl. Процитовано 22 вересня 2020.
49. ↑  Kuba Wojewódzki jak Woody Allen. wirtualnemedia.pl (пол.). 15 січня 2010.
50. ↑  Wojewódzki przyciąga tłumy!. kobieta.onet.pl (пол.). 2 березня 2010.
51. ↑  Ruszyły castingi do “X-Factor” z jurorami (foto). wirtualnemedia.pl (пол.). 28 січня 2011.
52. ↑  Kasia Nosowska, Cezik i Radzimir Dębski pomogą jurorom „X Factor”. wirtualnemedia.pl (пол.). 27 березня 2013.
53. ↑  Koniec “X Factor” w TVN. Będzie nowy show. wirtualnemedia.pl (пол.). 22 жовтня 2014.
54. ↑  Kuba Wojewódzki wystąpi w dziewięciu reklamach Play. wirtualnemedia.pl (пол.). 10 серпня 2011.
55. ↑  Kuba Wojewódzki: za pierwszy rok promowania Play dostałem 2,5 mln zł, w reklamie Helleny pojawię się ze światowym gwiazdorem. wirtualnemedia.pl (пол.). 3 грудня 2018.
56. 1 2  Play wprowadza „Stan darmowy”, reklamują to Anna Mucha i Kuba Wojewódzki. wirtualnemedia.pl (пол.). 9 лютого 2015.
57. 1 2  Kuba Wojewódzki jako starszy partner Renaty Kaczoruk w reklamach Formuły Duet w Play (wideo). wirtualnemedia.pl (пол.). 24 квітня 2017.
58. ↑  Wojewódzki, Margaret, Wojciechowska, Krupa i Błaszczykowski promują 5G Ready w Play (wideo). wirtualnemedia.pl (пол.). 18 березня 2019.
59. ↑  Kuba Wojewódzki reklamuje 5G i dwa razy więcej internetu dla firm w Play (wideo). wirtualnemedia.pl (пол.). 24 лютого 2020.
60. ↑  „Zagraj u Kuby” – Kuba Wojewódzki szuka muzyków. wirtualnemedia.pl (пол.). 8 серпня 2012.
61. ↑  Wojewódzki zadebiutował w Rock Radiu kpinami z Lisa, słuchacze dalej niezadowoleni. wirtualnemedia.pl (пол.). 6 лютого 2014.
62. ↑  Agora kończy współpracę z Kubą Wojewódzkim i Mikołajem Lizutem z Rock Radia, część nadajników oddana Radiu Pogoda. wirtualnemedia.pl (пол.). 18 січня 2016.
63. ↑  Gala Niegrzeczni 2015 (zdjęcia z finału). Kto dostał KLAPSA?? (пол.)
64. ↑  Łukasz Brzezicki (13 лютого 2015). „Mali giganci” w sobotnie wieczory w TVN. „Program o dzieciach dla rodziców” (пол.). wirtualnemedia.pl. Процитовано 22 вересня 2020.
65. ↑  Trzecia edycja show „Mali Giganci” w TVN. Castingi za miesiąc. wirtualnemedia.pl (пол.). 9 листопада 2016.
66. ↑  „Roast Kuby Wojewódzkiego” nie trafi na antenę TVN? (wideo). wirtualnemedia.pl (пол.). 10 лютого 2016.
67. ↑  TVN pokaże „Roast Kuby Wojewódzkiego”, ale godzinę później. wirtualnemedia.pl (пол.). 11 лютого 2016.
68. ↑  1,7 mln osób oglądało „Roast Kuby Wojewódzkiego”. TVN pokonał konkurencję. wirtualnemedia.pl (пол.). 18 лютого 2016.
69. ↑  „Cudze chwalicie, swego nie znacie!” – Kuba Wojewódzki reklamuje oranżadę Hellena (wideo). wirtualnemedia.pl (пол.). 17 травня 2016.
70. ↑  Kuba Wojewódzki z głosami Krystyny Czubówny i Tomasza Zimocha reklamuje Oranżadę Hellena (wideo). wirtualnemedia.pl (пол.). 16 травня 2017.
71. ↑  Karolak, Mozil, Markowska, Kazadi i Szpak razem z Kubą Wojewódzkim reklamują Oranżadę Hellena (wideo). wirtualnemedia.pl (пол.). 19 березня 2018.
72. ↑  Bartosz Kurek, Michał Szpak i Czesław Mozil w reklamach Oranżady Hellena (wideo). wirtualnemedia.pl (пол.). 14 березня 2019.
73. ↑  Kuba Wojewódzki w spocie Oranżady Hellena mówi o Polakach, że „są zdolni do rzeczy wybitnych” (wideo). wirtualnemedia.pl (пол.). 26 березня 2020.
74. ↑  Kuba Wojewódzki będzie promował Huawei. wirtualnemedia.pl (пол.). 9 квітня 2018.
75. ↑  Robert Lewandowski, Kuba Wojewódzki i Marcin Tyszka w kampanii Huawei „To, co ważne, nie zawsze przychodzi łatwo”. wirtualnemedia.pl (пол.). 26 листопада 2019.
76. ↑  Kuba Wojewódzki promuje krem Bielenda tylko na Instagramie. wirtualnemedia.pl (пол.). 14 травня 2018.
77. ↑  Kuba Wojewódzki w animacji „Asteriks i Obeliks. Tajemnica magicznego wywaru” zepsuje trochę krwi. wirtualnemedia.pl (пол.). 15 січня 2019.
78. ↑  , Sergiusz Królak, "Bestsellery Empiku 2018. Laureaci wybrani! Kto zdobył nagrody?"
79. ↑  Kuba Wojewódzki, Mateusz Gessler i Witold Szabłowski z audycjami w newonce.radio. wirtualnemedia.pl (пол.). 19 березня 2019.
80. ↑  Kuba Wojewódzki uruchomił restaurację w Warszawie, ma nawiązywać do jego talk-show w TVN. wirtualnemedia.pl (пол.). 15 липня 2019.
81. ↑  Kuba Wojewódzki i Konrad Stachurski otwierają agencję influencer marketingu. wirtualnemedia.pl (пол.). 10 лютого 2020.
82. ↑  Program Kuby Wojewódzkiego z jego mieszkania w Player.pl. „Funkcjonujemy w bezprecedensowych czasach”. wirtualnemedia.pl (пол.). 3 квітня 2020.
83. ↑  Kuba Wojewódzki prowadzi podcast „Sztuka Łączenia” na zlecenie Rémy Martin. Na początek Anna Mucha i Andrzej Grabowski. wirtualnemedia.pl (пол.). 21 серпня 2020.
84. ↑  Porsche w reklamie apeluje o „zostanie w domu”. W akcję włączyli się Piotr Kędzierski, Patryk Mikiciuk i Kuba Wojewódzki. wirtualnemedia.pl (пол.). 8 квітня 2020.
85. ↑  Mata bez tajemnic. Dekodujemy Patoreakcję – CGM.pl (пол.), 31 березня 2021
86. ↑  Wojewódzki, Kamińska, Trzepiecińska i Ruciński w jury „Mask Singer” w TVN. Wirtualne Media (online) (пол.). 11 lutego 2022.
87. ↑  Kuba Wojewódzki i Piotr Kędzierski przechodzą do Onetu, 14 березня 2022
88. ↑  30.05.2011 – Tomasz Lis na żywo – vod.tvp.pl – Telewizja Polska S.A. tvp.pl. Процитовано 24 листопада 2017.
89. 1 2  Błachnio, Aleksandra; Litwic-Kaminska, Kamila; Kapsa, Izabela; Kopowski, Jakub; Brzeziński, Łukasz (2022-08). Perceived stress, cyber and psychological resilience among Polish students – preliminary results. Proceedings TIE 2022. University of Kragujevac, Faculty of Technical Sciences Čačak: 438—442. doi:10.46793/tie22.438b.
90. ↑  Wojewódzki i Duch Święty. wyborcza.pl. Процитовано 23 лютого 2012.
91. ↑  Introduction. Idol Anxiety. Stanford University Press. 31 грудня 2020. с. 1—18.
92. ↑  Wojewódzki: Głosowałem na Kukiza... 24 maja zagłosuję na Komorowskiego. wiadomosci.onet.pl. 20 травня 2015. Процитовано 19 травня 2015.
93. ↑  Kinga Rusin popularniejsza od Grażyny Torbickiej. wirtualnemedia.pl (пол.). 7 грудня 2007.
94. ↑  Przybyszewski, Bartek (2023). Podcastex. Polskie millenium. Co zapamiętaliśmy z lat 1999–2005. Warszawa: Wydawnictwo W.A.B. с. 19. ISBN 978-83-8319-366-3.
95. ↑  Przybyszewski, Bartek (2023). Podcastex. Polskie millenium. Co zapamiętaliśmy z lat 1999–2005. Warszawa: Wydawnictwo W.A.B. с. 20. ISBN 978-83-8319-366-3.
96. ↑  Małysz silniejszą marką niż Kościół katolicki. wirtualnemedia.pl (пол.). 31 січня 2008.
97. ↑  Na Instagramie media tradycyjne bez szans z blogerami i youtuberami. Na czele Suchar Codzienny, AbstrachujeTV i reZigiusz (TOP15). wirtualnemedia.pl (пол.). 24 травня 2016.
98. ↑  Na Instagramie Ewa Chodakowska przed Joanną Krupą i Maffashion, a Stuu, Blowek i Jessica Mercedes przed Kubą Wojewódzkim (TOP20). wirtualnemedia.pl (пол.). 14 квітня 2018.
99. ↑  Kuba Wojewódzki wita się ze słuchaczami Radia Roxy, będzie prowadzić audycję popołudniową. wirtualnemedia.pl (пол.). 7 січня 2014.
100. ↑  Przybyszewski, Bartek (2023). Podcastex. Polskie millenium. Co zapamiętaliśmy z lat 1999–2005. Warszawa: Wydawnictwo W.A.B. с. 18. ISBN 978-83-8319-366-3.
101. ↑  Jacyków, Peszek i Wiśniewski największymi ekscentrykami wśród polskich celebrytów. wirtualnemedia.pl (пол.). 17 січня 2011.
102. ↑  Dziennikarz, skandalista czy niewyżyty seksoholik? – recenzja Nieautoryzowanej autobiografii Kuby Wojewódzkiego. czytamwruchu.pl (пол.). 26 листопада 2018.
103. ↑  Wojewódzki krytykuje Eurowizję. wirtualnemedia.pl (пол.). 4 лютого 2009.
104. ↑  Zawodowi skandaliści: Wojewódzki i Figurski. wiadomosci.dziennik.pl (пол.). 20 березня 2009.
105. ↑  „Moralne potwory” – Wojewódzki i Figurski w ogniu krytyki. wiadomosci.wp.pl (пол.). 22 червня 2012.
106. ↑  Fala krytyki po wypowiedzi Figurskiego i Wojewódzkiego o Ukrainkach. press.pl (пол.). 25 червня 2012.
107. 1 2  Ja jednak myślę. polityka.pl (пол.). 2012-07.
108. ↑  Szlaban dla Wojewódzkiego. wirtualnemedia.pl (пол.). 25 червня 2002.
109. ↑  Wielki finał „Idola”. wirtualnemedia.pl (пол.). 28 червня 2002.
110. ↑  Szkoda czasu na Wojewódzkiego. wirtualnemedia.pl (пол.). 23 грудня 2003.
111. ↑  Najsympatyczniejszy Idol. wirtualnemedia.pl (пол.). 16 березня 2003.
112. ↑  Trzecia edycja Idola zakończona. wirtualnemedia.pl (пол.). 12 січня 2004.
113. ↑  Zobacz, kto najgorzej ocenia Polaków. wirtualnemedia.pl (пол.). 19 жовтня 2008.
114. 1 2  Kuba Rozpychacz. polityka.pl (пол.). 30 листопада 2002.
115. 1 2 3  Dziennikarze o Wojewódzkim i Figurskim: Olejnik i Lis potępiają, Kuźniar broni, a Meller wyśmiewa. wirtualnemedia.pl (пол.). 29 червня 2012.
116. ↑  Kazik: Eska Rock miała wyłączność, Wojewódzkiego nikt nie traktuje poważnie. wirtualnemedia.pl (пол.). 28 листопада 2011.
117. ↑  Krzysztof Feusette: Jak Wojewódzki został artystą. rp.pl (пол.). 12 червня 2008.
118. ↑  Gretkowska: Wojewódzki okazał pogardę ludowi (пол.). 2 липня 2012.
119. ↑  Kuba Wojewódzki: Płakałem po Smoleńsku. Nigdy nie byłem emocjonalnie tak blisko Kaczyńskiego jak wtedy. wiadomosci.onet.pl (пол.). 3 грудня 2018.
120. 1 2 3  Ostre komentarze Kuby Wojewódzkiego nie zaszkodzą Playowi i Hellenie, dodatkowo wypromowały „Azja Express” (opinie). wirtualnemedia.pl (пол.). 15 листопада 2016.
121. 1 2  Medialny spór Kuby Wojewódzkiego z Małgorzatą Rozenek: są nagłówki – akcje rosną (opinia). wirtualnemedia.pl (пол.). 26 листопада 2016.
122. ↑  Tomasz Lis wart 516 500 zł. wirtualnemedia.pl (пол.). 31 липня 2006.
123. ↑  Tomasz Lis za udział w reklamie zarobi 700 tys. zł. wirtualnemedia.pl (пол.). 31 серпня 2007.
124. ↑  Spadła wartość Lisa i Durczoka, zyskał Majewski – top 100 gwiazd show biznesu. wirtualnemedia.pl (пол.). 31 липня 2008.
125. ↑  Tomasz Lis i Monika Olejnik mniej cenni reklamowo. wirtualnemedia.pl (пол.). 30 липня 2010.
126. ↑  Majewski i Wojewódzki najcenniejsi reklamowo. wirtualnemedia.pl (пол.). 28 липня 2011.
127. ↑  Najcenniejsze polskie gwiazdy: na czele Radwańska – Durczok, Majewski i Wojewódzki w dół. wirtualnemedia.pl (пол.). 27 липня 2012.
128. ↑  Najcenniejsze polskie gwiazdy: na czele Robert Lewandowski – Wojewódzki i Prokop w górę. wirtualnemedia.pl (пол.). 26 липня 2013.
129. ↑  Lewandowski najcenniejszy reklamowo, skok Stocha – w dół Wojewódzki, Rubik, Janowicz i Boniek (TOP 100). wirtualnemedia.pl (пол.). 1 серпня 2014.
130. 1 2 3  KRRiT ukarze TVN za program Kuby Wojewódzkiego. wirtualnemedia.pl (пол.). 23 квітня 2008.
131. 1 2  Krzysztof Krejtz, ред. (2012), Chamstwu mówimy „nie!” – i „kto to mówi”!, Internetowa kultura obrażania?, Szkoła Wyższa Psychologii Społecznej oraz Ośrodek Przetwarzania Informacji, с. 14—15
132. ↑  Rekordowa kara dla Kuby Wojewódzkiego. wirtualnemedia.pl (пол.). 9 червня 2008.
133. ↑  Pół miliona kary dla TVN za Wojewódzkiego. money.p. 11 серпня 2011. Процитовано 9 вересня 2011.
134. ↑  Na ten odcinek HEJT PARKU czekaliście. Wojewódzki u Stanowskiego już dziś wieczorem (пол.), 10 грудня 2021
135. ↑  Radio usuwa wypowiedź Kuby Wojewódzkiego i przeprasza. „Wiemy, że mieliście prawo poczuć się urażeni” (пол.), 20 жовтня 2021
136. ↑  Gwiazda TVN w sądzie. wirtualnemedia.pl (пол.). 12 вересня 2008.
137. ↑  Kuba Wojewódzki stanie przed sądem. wirtualnemedia.pl (пол.). 23 вересня 2008.
138. ↑  Kuba Wojewódzki oblany żrącym płynem pod Eską Rock. wirtualnemedia.pl (пол.). 21 жовтня 2013.
139. ↑  Kuba Wojewódzki uległ oparzeniom, ale na koszulce nie ma tego śladów. wirtualnemedia.pl (пол.). 28 жовтня 2013.
140. ↑  Są wyniki badań cieczy, którą oblano Wojewódzkiego. wiadomosci.onet.pl (пол.). 25 жовтня 2013.
141. ↑  Gnojówka czy kwas? Spekulacje wokół ataku na Wojewódzkiego. wiadomosci.onet.pl (пол.). 28 жовтня 2013.
142. 1 2 3  Policja zatrzymała osobę, która zaatakowała Kubę Wojewódzkiego. wirtualnemedia.pl (пол.). 31 жовтня 2014.
143. ↑  Policja chce umorzyć śledztwo ws. ataku na Kubę Wojewódzkiego. wirtualnemedia.pl (пол.). 31 грудня 2013.
144. ↑  Zakazana reklama z Kubą Wojewódzkim i Michałem Figurskim. wirtualnemedia.pl (пол.). 11 червня 2008.
145. 1 2  , 
  - tw, "Wojewódzki i Figurski w łóżku nie są obsceniczni"
146. ↑  , 
  - pp, "Wojewódzki i Figurski zawieszeni za rzekomą obrazę prezydenta"
147. ↑  Eska przeprosiła prezydenta za słowa Figurskiego (пол.), 23 березня 2009
148. ↑  Prokuratura: Figurski i Wojewódzki nie znieważyli prezydenta. wirtualnemedia.pl (пол.). 21 липня 2009.
149. ↑  Dmytruk, Kostyantyn V.; Ruchala, Justyna; Fayura, Liubov R.; Chrzanowski, Grzegorz; Dmytruk, Olena V.; Tsyrulnyk, Andriy O.; Andreieva, Yuliia A.; Fedorovych, Daria V.; Motyka, Olena I. (20 липня 2023). Efficient production of bacterial antibiotics aminoriboflavin and roseoflavin in eukaryotic microorganisms, yeasts. Microbial Cell Factories. 22 (1). doi:10.1186/s12934-023-02129-8. ISSN 1475-2859.{{cite journal}}:  Обслуговування CS1: Сторінки із непозначеним DOI з безкоштовним доступом (посилання)
150. ↑  Mier, P. D.; van den Hurk, J. J. (1975-07). Lysosomal hydrolases of the epidermis. I. Glycosidases. The British Journal of Dermatology. 93 (1): 1—10. doi:10.1111/j.1365-2133.1975.tb06468.x. ISSN 0007-0963. PMID 30.
151. 1 2  Juchniewicz, Joanna (31 грудня 2011). Seminarium nt.: Modele sądowej kontroli konstytucyjności prawa, Olsztyn, dnia 14 października 2011 r. Przegląd Prawa Konstytucyjnego. 8 (4): 271—274. doi:10.15804/ppk.2011.04.19. ISSN 2082-1212.
152. ↑  Olender, Kamil (24 травня 2018). Wartości czołowych kandydatów na prezydenta w wyborach 2015 r. na przykładzie wpisów Andrzeja Dudy, Bronisława Komorowskiego i Pawła Kukiza w serwisie Facebook. Dziennikarstwo i Media. 8: 45—56. doi:10.19195/2082-8322.8.4. ISSN 2082-8322.
153. ↑  Żmigrodzki, Piotr (2012). Obchody Dnia Języka Ojczystego w 2012 roku. Język Polski. doi:10.31286/jp.92.1.13. ISSN 0021-6941.
154. ↑  Program Kuby Wojewódzkiego i Michała Figurskiego zdjęty z Eski Rock. wirtualnemedia.pl (пол.). 25 червня 2012.
155. ↑  Kuba Wojewódzki i Michał Figurski zwolnieni z Eski Rock. wirtualnemedia.pl (пол.). 29 червня 2012.
156. ↑  Kuba Wojewódzki przeprasza Ukraińców. „Swoją przyszłość w zawodzie widzę czarno”. wirtualnemedia.pl (пол.). 25 червня 2012.
157. ↑  Wojewódzki broni się: Naszą konwencją jest absurd. Gorsi są kibole i kabarety w TVP 2. wirtualnemedia.pl (пол.). 27 червня 2012.
158. ↑  Wojewódzki: przepraszam kobiety Ukrainy. Figurski: mam już propozycje pracy. wirtualnemedia.pl (пол.). 3 липня 2012.
159. 1 2  Hordecki, Bartosz; Piontek, Dorota (15 червня 2010). Tabloidyzacja czy tabloidyzacje telewizyjnych programów informacyjnych? (Fakty TVN i Wiadomości TVP). Środkowoeuropejskie Studia Polityczne (2): 19. doi:10.14746/ssp.2010.2.02. ISSN 1731-7517.
160. ↑  Matyasik, Irena; Kierat, Maria; Kania, Małgorzata; Brzuszek, Paweł (2017-10). Artykuł prezentuje zastosowanie metody wysokotemperaturowej pirolizy połączonej z chromatografią gazową (PY-GC) do oceny składu molekularnego węglowodorów generowanych z różnego typu skał macierzystych. Określenie produktów generacji umożliwia predykcję ekspulsji i migracji, a tym samym przyjęcie odpowiednich założeń do modelowania przepływów w systemie naftowym. Podjęto również próbę korelacji różnych metod pirolitycznych stosowanych w analizach skał macierzystych. Eksperymenty prowadzono zarówno na materiale rdzeniowym, jak i na kerogenie wyizolowanym ze skał macierzystych. Do badań użyto próbek zasobnych w materię organiczną o niskim stopniu przeobrażenia termicznego, tj. o niesczerpanym potencjale generacyjnym. Reprezentowały one II i III typ kerogenu. Wieloetapowa PY-GC pozwoliła nie tylko wskazać różnice potencjału generacyjnego pomiędzy kerogenem II i III typu, ale również wyróżnić formacje, w których jest reprezentowany ten sam typ kerogenu. Ocena ilościowa produktów pirolizy pozwala ponadto na dobór optymalnych warunków analizy PY-GC. Porównanie produktów desorpcji i pirolizy otrzymanych metodą PY-GC może być zastosowane do korelacji rop/bituminów ze skałą macierzystą. Nafta-Gaz. 73 (10): 719—729. doi:10.18668/ng.2017.10.01. ISSN 0867-8871.
161. ↑  Wilk, Michał (2014). Comparative Analysis of the Janusz Palikot, Ryszard Kalisz and Jarosław Gowin Weblogs. Prace Naukowe Akademii im. Jana Długosza w Częstochowie. Językoznawstwo. 10: 73—86. doi:10.16926/j.2014.10.05. ISSN 2391-8616.
162. 1 2 3  Burza wokół Michała Figurskiego i Kuby Wojewódzkiego (wideo). wirtualnemedia.pl (пол.). 30 квітня 2010.
163. 1 2  Katoliccy dziennikarze chcą ukarania Figurskiego i Wojewódzkiego. wirtualnemedia.pl (пол.). 4 травня 2010.
164. 1 2 3  Po żartach Kuby Wojewódzkiego z Trynkiewicza skargi do KRRiT i pozew od „Super Expressu”. wirtualnemedia.pl (пол.). 15 лютого 2014.
165. 1 2  „Super Express” żąda przeprosin od Agory za porównanie do „pornobiznesu”. wirtualnemedia.pl (пол.). 24 лютого 2014.
166. 1 2  Rock Radio odpiera oskarżenia Jerzego Zelnika o „ubecką prowokację” i publikuje całą rozmowę z nim. wirtualnemedia.pl (пол.). 19 жовтня 2015.
167. ↑  Jerzy Zelnik pozywa Kubę Wojewódzkiego: muszę bronić dobrego imienia. plejada.pl (пол.). 23 жовтня 2015.
168. ↑  SDP krytykuje Wojewódzkiego i Kędzierskiego: manipulacja rozmową z Zelnikiem zaprzeczeniem dziennikarstwa. wirtualnemedia.pl (пол.). 26 жовтня 2015.
169. ↑  Ludzie mediów na liście „Wprost”: Rydzyk, Solorz, Wojewódzki – bez Lisa i Hajdarowicza. wirtualnemedia.pl (пол.). 8 листопада 2011.
170. ↑  Zobacz najbardziej wpływowych Polaków wg ‘Wprost’. tokfm.pl (пол.). 7 листопада 2011.
171. ↑  Wojewódzki i Figurski bohaterami komiksu. wirtualnemedia.pl (пол.). 29 жовтня 2007.
172. ↑  Godzic: Wojewódzki gra bałwana… Widzę dla niego dwie możliwości. wiadomosci.onet.pl (пол.). 9 травня 2013.
173. ↑  Sparodiował Mozila u Szymona. fakt.pl (пол.). 9 травня 2011.
174. ↑  nju mobile w reklamie wyśmiewa Kubę Wojewódzkiego promującego Play (wideo). wirtualnemedia.pl (пол.). 16 березня 2015.
175. ↑  "WojewódzkiKędzierski": Gościem Adam Woronowicz. Oglądaj od godziny 20. 23 грудня 2024. {{cite episode}}: Пропущений або порожній |series= (довідка)
176. ↑  Anna Mucha kontra reporter „Faktu. wirtualnemedia.pl (пол.). 29 листопада 2005.
177. ↑  To Renata Kaczoruk rzuciła Kubę Wojewódzkiego! I to kilka miesięcy temu (пол.)
178. ↑  Kuba Wojewódzki oświadcza się Renacie Kaczoruk w reklamie Formuły Duet w Play (wideo). wirtualnemedia.pl (пол.). 26 вересня 2016.
179. ↑  , Joanna Dembek, "Anna Markowska i Kuba Wojewódzki rozstali się. Modelka pokazała się z nowym partnerem"
180. ↑  Kuba Wojewódzki: Lubię mieć wrogów. Tylko miernoty ich nie mają. 2014. Процитовано 19 квітня 2017. „Tak, dzięki Bogu jestem ateistą. Uważam, że bycie w tym kraju ateistą to akt odwagi i suwerennego myślenia. (…) Ateizm refleksyjny nie jest gwałtem na tradycji czy obyczaju, jest poszukiwaniem własnej drogi.”
181. ↑  15/2025, Katarzyna Sobkowicz, "Życiorys człowieka szczęśliwego"